# Segunda Guerra Anglo-Afegã
A Segunda Guerra Anglo-Afegã, que ocorreu entre 1878 e 1880, iniciou-se com uma luta fratricida entre os filhos do Emir Doste Maomé Cã que trouxeram ao Afeganistão turbulências por mais de uma década após a sua morte em 1863. Xer Ali Cã, seu terceiro filho e sucessor, suscitou a inimizade com os britânicos ao adotar uma política amigável para com a Rússia em 1878. Ao rejeitar um segundo ultimato, em Novembro de 1878, as forças anglo-indianas novamente invadiram o Afeganistão.
Cabul foi ocupada em Outubro de 1879, Maomé Iacube Cã, filho de Xer Ali, que tinha ocupado o trono em março do ano anterior, foi forçado a abdicar e, em 1880, Abderramão Cã, neto de Doste Maomé, foi instalado no trono.
A guerra terminou de uma forma depois que os britânicos atingiram todos os seus objetivos geopolíticos. A maioria dos soldados britânicos e indianos se retiraram do Afeganistão. Os afegãos foram autorizados a manter a soberania interna, mas tiveram que ceder o controle das relações exteriores de seu país aos britânicos. Os britânicos decidiram retirar-se, em 1881 porque, em geral, o novo monarca parecia uma alternativa aceitável que poderia alinhar-se aos interesses britânicos.